# Atletica leggera ai Giochi della XVIII Olimpiade - 100 metri piani femminili

Video della Finale (filmato in B/N)

La competizione dei 100 metri piani femminili di atletica leggera ai Giochi della XVIII Olimpiade si è disputata nei giorni 15 e 16 ottobre 1964 allo Stadio Nazionale di Tokyo.

## L'eccellenza mondiale
| Campionessa olimpica 1960 | 11"0w     | Wilma Rudolph | Rit. 1962 |
| Primatista mondiale       | 11"2 1961 | Wilma Rudolph | Rit. 1962 |
| Campionessa europea 1962  | 11"3      | Dorothy Hyman | Presente  |
| Vincitrice dei Trials USA | 11"3w     | Edith McGuire | Presente  |

## La gara
In batteria l'americana Wyomia Tyus ferma i cronometri su 11"3 ventoso (11"35); nei Quarti eguaglia il  record mondiale con 11"2 (11"23, +0,22 m/s) e in semifinale corre in 11"3 (11"40). Nei primi due turni di gare ha migliorato di 3 decimi il suo personale.

In finale non ha rivali e segna un eccellente 11"49, malgrado il vento contrario (-1,25 m/s).

Giunge all'ultimo posto la campionessa europea, la britannica Dorothy Hyman.

## Risultati

### Turni eliminatori
| 6 Batterie         | 15 ottobre | 45 partenti   | Si qualificano le prime 5. |
| 4 Quarti di finale | 15 ottobre | 8 + 8 + 7 + 7 | Si qualificano le prime 4. |
| 2 Semifinali       | 16 ottobre | 8 + 8         | Si qualificano le prime 4. |
| Finale             | 16 ottobre | 8 concorrenti |                            |

### Batterie
| Pos. | Atleta                | Nazione          | Tempo Ufficiale | Tempo Ufficioso |
| ---- | --------------------- | ---------------- | --------------- | --------------- |
| 1    | Marilyn White         | Stati Uniti      | 11"4            | 11"50           |
| 2    | Daphne Arden          | Gran Bretagna    | 11"5            | 11"55           |
| 3    | Renāte Lāce           | Unione Sovietica | 11"6            | 11"70           |
| 4    | Dianne Bowering-Burge | Australia        | 11"8            | 11"83           |
| 5    | Rose Hart             | Ghana            | 11"9            | 11"98           |
| 6    | Erzsébet Bartos       | Ungheria         | 11"9            | 12"01           |
| 7    | Mona Sulaiman         | Filippine        | 12"0            | 12"01           |

| Pos. | Atleta              | Nazione     | Tempo Ufficiale | Tempo Ufficioso |
| ---- | ------------------- | ----------- | --------------- | --------------- |
| 1    | Edith McGuire       | Stati Uniti | 11"4            | 11"47           |
| 2    | Barbara Janiszewska | Polonia     | 11"8            | 11"89           |
| 3    | Christiane Cadic    | Francia     | 12"0            | 12"00           |
| 4    | Renate Meyer        | Germania    | 12"0            | 12"01           |
| 5    | Inge Aigner         | Austria     | 12"0            | 12"05           |
| 6    | Marcela Daniel      | Panama      | 12"6            | 12"60           |
| 7    | Simin Safamehr      | Iran        | 13"2            |                 |

| Pos. | Atleta                 | Nazione       | Tempo Ufficiale | Tempo Ufficioso |
| ---- | ---------------------- | ------------- | --------------- | --------------- |
| 1    | Ewa Kłobukowska        | Polonia       | 11"4            | 11"45           |
| 2    | Margit Markó-Nemesházi | Ungheria      | 11"7            | 11"73           |
| 3    | Danielle Guéneau       | Francia       | 12"0            | 12"02           |
| 4    | Avis McIntosh          | Nuova Zelanda | 12"0            | 12"06           |
| 5    | Ulla-Britt Wieslander  | Svezia        | 12"0            | 12"10           |
| 6    | Miriam Sidranski       | Israele       | 12"1            | 12"16           |
| -    | Erika Pollmann         | Germania      | Squal.          | n/d             |

| Pos. | Atleta            | Nazione          | Tempo Ufficiale | Tempo Ufficioso |
| ---- | ----------------- | ---------------- | --------------- | --------------- |
| 1    | Dorothy Hyman     | Gran Bretagna    | 11"6            | 11"64           |
| 2    | Doreen Porter     | Nuova Zelanda    | 11"7            | 11"77           |
| 3    | Galina Popova     | Unione Sovietica | 11"8            | 11"82           |
| 4    | Clarice Ahanotu   | Nigeria          | 11"9            | 11"95           |
| 5    | Irene Muyanga     | Uganda           | 12"0            | 12"05           |
| 6    | Johanna Bijleveld | Paesi Bassi      | 12"3            | 12"35           |
| 7    | Delceita Oakley   | Panama           | 12"3            | 12"38           |

| Pos. | Atleta             | Nazione     | Tempo Ufficiale | Tempo Ufficioso |
| ---- | ------------------ | ----------- | --------------- | --------------- |
| 1    | Wyomia Tyus        | Stati Uniti | 11"3            | 11"35           |
| 2    | Halina Górecka     | Polonia     | 11"5            | 11"56           |
| 3    | Irene Piotrowski   | Canada      | 11"5            | 11"59           |
| 4    | Margaret Burvill   | Australia   | 11"6            | 11"68           |
| 5    | Carmen Smith       | Giamaica    | 11"7            | 11"79           |
| 6    | Esperanza Girón    | Messico     | 12"2            | 12"21           |
| 7    | Kusolwan Sorut     | Thailandia  | 12"6            | n/d             |
| 8    | Christiana Boateng | Ghana       | 12"9            | n/d             |

| Pos. | Atleta               | Nazione          | Tempo Ufficiale | Tempo Ufficioso |
| ---- | -------------------- | ---------------- | --------------- | --------------- |
| 1    | Marilyn Black        | Australia        | 11"5            | 11"58           |
| 2    | Miguelina Cobián     | Cuba             | 11"6            | 11"67           |
| 3    | Eva Lehocká-Glesková | Cecoslovacchia   | 11"8            | 11"89           |
| 4    | Galina Gayda         | Unione Sovietica | 11"9            | 11"94           |
| 5    | Heilwig Jacob        | Germania         | 11"9            | 11"96           |
| 6    | Madeleine Cobb       | Gran Bretagna    | 12"0            | 12"01           |
| 7    | Margarita Formeiro   | Argentina        | 12"2            | 12"20           |
| 8    | Song Yang-Ja         | Corea del Sud    | 12"7            | n/d             |

### Quarti di finale
| Pos. | Atleta              | Nazione          | Tempo Ufficiale | Tempo Ufficioso |
| ---- | ------------------- | ---------------- | --------------- | --------------- |
| 1    | Wyomia Tyus         | Stati Uniti      | 11"2            | 11"23           |
| 2    | Dorothy Hyman       | Gran Bretagna    | 11"5            | 11"54           |
| 3    | Galina Popova       | Unione Sovietica | 11"5            | 11"54           |
| 4    | Irene Piotrowski    | Canada           | 11"6            | 11"63           |
| 5    | Barbara Janiszewska | Polonia          | 11"8            | 11"84           |
| 6    | Avis McIntosh       | Nuova Zelanda    | 12"0            | 12"06           |
| 7    | Irene Muyanga       | Uganda           | 12"2            | 12"20           |

| Pos. | Atleta                | Nazione          | Tempo |
| ---- | --------------------- | ---------------- | ----- |
| 1    | Marilyn Black         | Australia        | 11"4  |
| 2    | Marilyn White         | Stati Uniti      | 11"5  |
| 3    | Renāte Lāce           | Unione Sovietica | 11"6  |
| 4    | Carmen Smith          | Giamaica         | 11"7  |
| 5    | Heilwig Jacob         | Germania         | 11"7  |
| 6    | Danielle Guéneau      | Francia          | 11"8  |
| 7    | Clarice Ahanotu       | Nigeria          | 11"8  |
| 8    | Ulla-Britt Wieslander | Svezia           | 11"9  |

| Pos. | Atleta                 | Nazione     | Tempo |
| ---- | ---------------------- | ----------- | ----- |
| 1    | Edith McGuire          | Stati Uniti | 11"4  |
| 2    | Halina Górecka         | Polonia     | 11"5  |
| 3    | Miguelina Cobián       | Cuba        | 11"5  |
| 4    | Margit Markó-Nemesházi | Ungheria    | 11"5  |
| 5    | Dianne Bowering-Burge  | Australia   | 11"7  |
| 6    | Rose Hart              | Ghana       | 11"9  |
| 7    | Inge Aigner            | Austria     | 12"0  |
| 8    | Renate Meyer           | Germania    | 12"1  |

| Pos. | Atleta               | Nazione          | Tempo |
| ---- | -------------------- | ---------------- | ----- |
| 1    | Ewa Kłobukowska      | Polonia          | 11"4  |
| 2    | Daphne Arden         | Gran Bretagna    | 11"5  |
| 3    | Eva Lehocká-Glesková | Cecoslovacchia   | 11"6  |
| 4    | Margaret Burvill     | Australia        | 11"7  |
| 5    | Doreen Porter        | Nuova Zelanda    | 11"8  |
| 6    | Christiane Cadic     | Francia          | 12"0  |
| 7    | Galina Gayda         | Unione Sovietica | 12"0  |

### Semifinali
| Pos. | Atleta               | Nazione          | Tempo Ufficiale | Tempo Ufficioso |
| ---- | -------------------- | ---------------- | --------------- | --------------- |
| 1    | Miguelina Cobián     | Cuba             | 11"6            | 11"62           |
| 2    | Marilyn Black        | Australia        | 11"6            | 11"63           |
| 3    | Edith McGuire        | Stati Uniti      | 11"6            | 11"67           |
| 4    | Halina Górecka       | Polonia          | 11"7            | 11"74           |
| 5    | Galina Popova        | Unione Sovietica | 11"8            | 11"83           |
| 6    | Daphne Arden         | Gran Bretagna    | 11"8            | 11"84           |
| 7    | Eva Lehocká-Glesková | Cecoslovacchia   | 11"9            | 11"91           |
| 8    | Carmen Smith         | Giamaica         | 11"9            | 11"99           |

| Pos. | Atleta                 | Nazione          | Tempo Ufficiale | Tempo Ufficioso |
| ---- | ---------------------- | ---------------- | --------------- | --------------- |
| 1    | Wyomia Tyus            | Stati Uniti      | 11"3            | 11"40           |
| 2    | Ewa Kłobukowska        | Polonia          | 11"4            | 11"42           |
| 3    | Marilyn White          | Stati Uniti      | 11"5            | 11"51           |
| 4    | Dorothy Hyman          | Gran Bretagna    | 11"6            | 11"66           |
| 5    | Irene Piotrowski       | Canada           | 11"7            | 11"74           |
| 6    | Renāte Lāce            | Unione Sovietica | 11"7            | 11"76           |
| 7    | Margit Markó-Nemesházi | Ungheria         | 11"7            | 11"77           |
| 8    | Margaret Burvill       | Australia        | 11"8            | 11"85           |

### Finale
| Pos.    | Corsia | Atleta           | Età | Nazione       | Tempo Ufficiale | Tempo Ufficioso |
| ------- | ------ | ---------------- | --- | ------------- | --------------- | --------------- |
| Oro     | 6      | Wyomia Tyus      | 19  | Stati Uniti   | 11"4            | 11"49           |
| Argento | 7      | Edith McGuire    | 20  | Stati Uniti   | 11"6            | 11"62           |
| Bronzo  | 1      | Ewa Kłobukowska  | 18  | Polonia       | 11"6            | 11"64           |
| 4       | 8      | Marilyn White    | 19  | Stati Uniti   | 11"6            | 11"67           |
| 5       | 4      | Miguelina Cobián | 22  | Cuba          | 11"7            | 11"72           |
| 6       | 5      | Marilyn Black    | 20  | Australia     | 11"7            | 11"73           |
| 7       | 3      | Halina Górecka   | 26  | Polonia       | 11"8            | 11"83           |
| 8       | 2      | Dorothy Hyman    | 23  | Gran Bretagna | 11"9            | 11"90           |

La polacca Klobukowska sarà in seguito squalificata per non aver superato il test del sesso.